# Jon Christoph Berndt

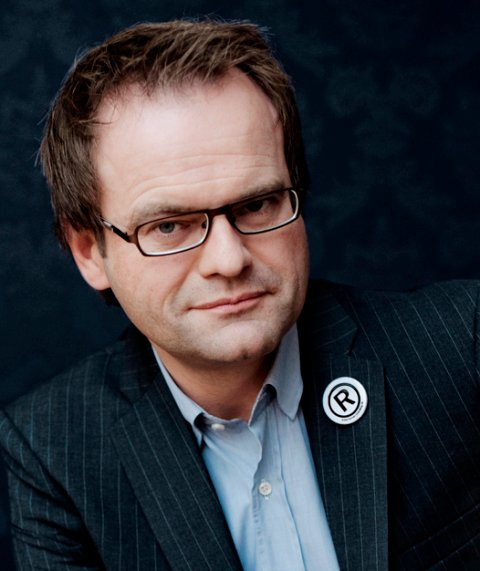
Jon Christoph Berndt (2010)

Jon Christoph Berndt (* 1969) ist ein deutscher Autor und Unternehmensberater. Er ist Inhaber einer Unternehmensberatung in München und berät mittelständische Unternehmen.

## Publikationen
- Aufmerksamkeit: Warum wir sie so oft vermissen und wie wir kriegen was wir wollen. Econ Verlag, Berlin 2017. ISBN 978-3-430-20223-7
- Die stärkste Marke sind Sie selbst! Schärfen Sie Ihr Profil mit Human Branding. 5. Auflage, Kösel-Verlag, München 2014. ISBN 978-3-466-31034-0
- Die stärkste Marke sind Sie selbst! – Das Human Branding Praxisbuch. 2. Auflage, Kösel-Verlag, München 2012. ISBN 978-3-466-30928-3
- mit Sven Henkel: Brand New: Was starke Marken heute wirklich brauchen. 2. Auflage, Redline-Verlag, München 2014. ISBN 978-3-86881-539-9
- mit Christine Koller: 50 einfache Wege zum Glück. Westend-Verlag, Frankfurt am Main 2014, ISBN 978-3-86489-512-8
- mit Elisabeth Motsch: Profil mit Stil: Persönlichkeit als Marke Kleidung als Statement. Goldegg-Verlag, Berlin 2015, ISBN 978-3-902991-91-1

Eigenverlag: 
- mit Sven Henkel: Future-ready! Gelebte Identität in disruptiven Zeiten – so werden Unternehmen zukunftsfest. printamazing, München 2018. ISBN 978-3-981-72316-8
- mit Sven Henkel: Einfach markant! Wie Unternehmen durch Klarheit und Begehrlichkeit erfolgreich sind. printamazing, München 2017. ISBN 978-3-981-72313-7
- mit Sven Henkel: Benchmarken: Wie Unternehmen mit der Kraft der Marke ganz nach vorn kommen – und die anderen auf Abstand halten. printamazing, München 2016. ISBN 978-3-981-72310-6